# Sairme (woda mineralna)
Sairme (gruz. საირმე, dosł. miejsce, w którym mieszkają sarny) – naturalna woda mineralna wydobywana w uzdrowisku Sairme, w Imeretii, w Gruzji. 11 źródeł, z których wydobywana jest woda, różni się składem chemicznym. Właścicielem marki jest Sairme Mineral Waters Ltd.

## Historia
Właściwości lecznicze źródeł mineralnych w Sairme były znane już w XIX w. Butelkowanie wody mineralnej Sairme rozpoczęto w 1944. Woda była dostępna w niemal całym Związku Sowieckim. Po upadku tego państwa nastąpiło załamanie dystrybucji Sairme, która od tego czasu sprzedawana była głównie w Gruzji. W 2006 licencję państwową na produkcję Sairme uzyskała Sairme Mineral Waters Ltd. Obecnie woda eksportowana jest do 17 krajów.

## Skład mineralny[1]
| Nazwa           | Wzór chemiczny | Zawartość [mg/l] |
| Kationy         | Kationy        | Kationy          |
| --------------- | -------------- | ---------------- |
| sodowy          | Na+            | 550-930          |
| wapniowy        | Ca2+           | 150-270          |
| magnezowy       | Mg2+           | 80-130           |
| Aniony          |                |                  |
| wodorowęglanowy | HCO3−          | 2000-3000        |
| chlorkowy       | Cl−            | 220-360          |
| krzemianowy     | H3SiO−         | 65-95            |
| siarczanowy     | SO42−          | 50-115           |
| Razem           | Razem          | 3000-5000        |